# تپه کملک
تپه کملک مربوط به دوره اشکانیان - دوره ساسانیان است و در شهرستان زهک، بخش جزینک، دهستان خمک، ۷۰۰ متری روستای شاه بیک ملاشاهی واقع شده و این اثر در تاریخ ۲۸ شهریور ۱۳۸۶ با شمارهٔ ثبت ۱۹۶۴۸ به‌عنوان یکی از آثار ملی ایران به ثبت رسیده است.